# Національний музей Ірану

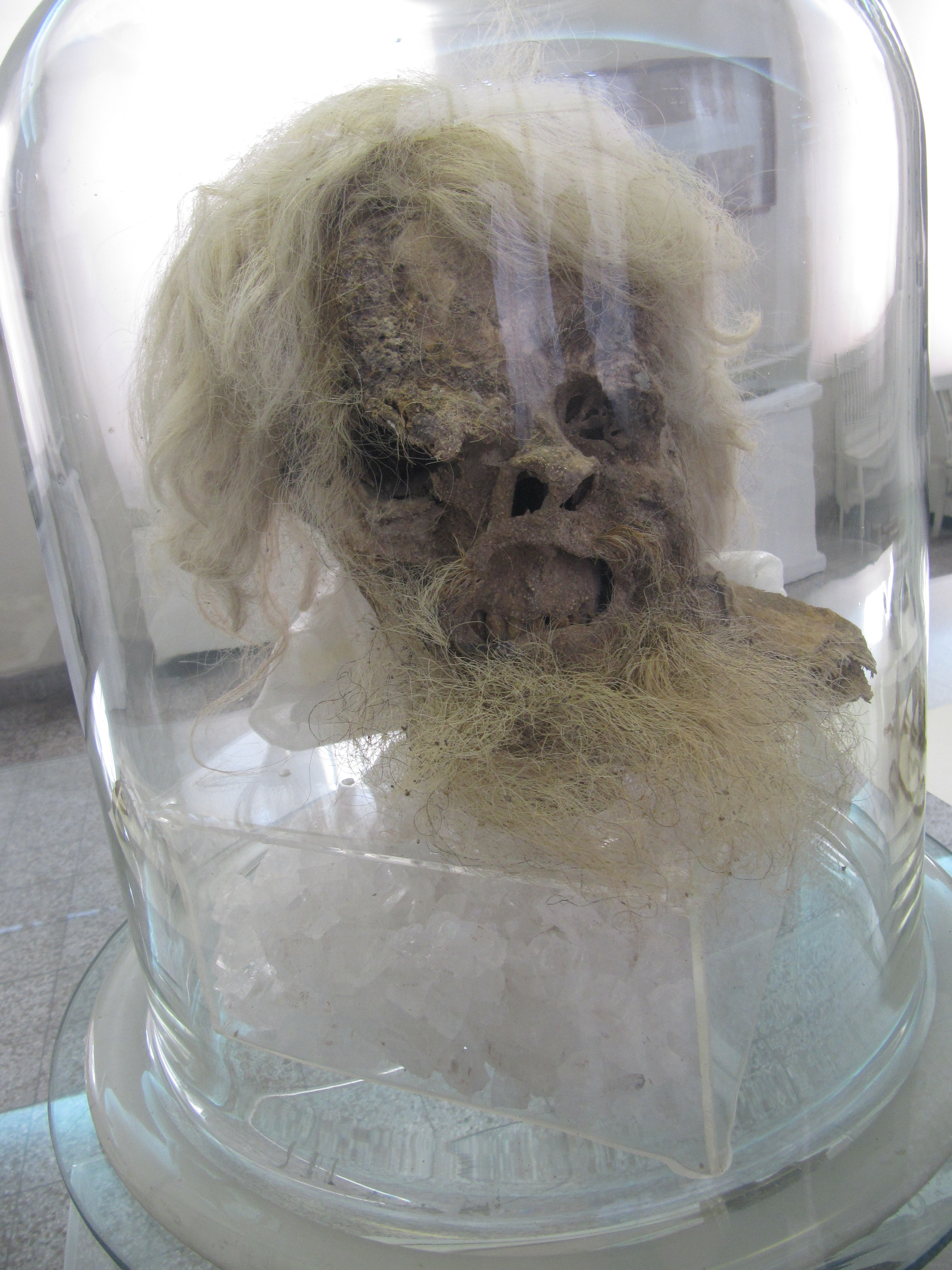
Голова "Соляної людини", знайдена у соляних шахтах Чехрабад селища Хамзелу

Національний музей Ірану (перс. موزه ی ملی ایران, музе-є меллі-є іран) розташований у Тегерані, Іран.
Музей розміщений у двох будівлях: Музей стародавнього Ірану («музе-є іран-е бастан», цегляна будівля за зразком сасанідської архітектури, відкрита 1937 року), і модерністський білий травертин Музей ісламської ери («музе-є доуран-е есламі», відкритий 1972 року).
Цей музей є найважливішим музеєм країни з точки зору збереження, показу і дослідження предметів старовини Ірану. За допомогою збережених стародавніх і середньовічних перських старожитностей можна прослідкувати історію Ірану різних періодів. Серед цих артефактів: вишукані керамічні посудини, історичні металеві предмети, збережені фрагменти текстилю з різних регіонів Ірану, а також деякі рідкісні книги та монети.
Музей також містить низку науково-дослідних відділів, у тому числі палеолітичний та остеологічний відділи, а також центр з досліджень кераміки.

## Історія

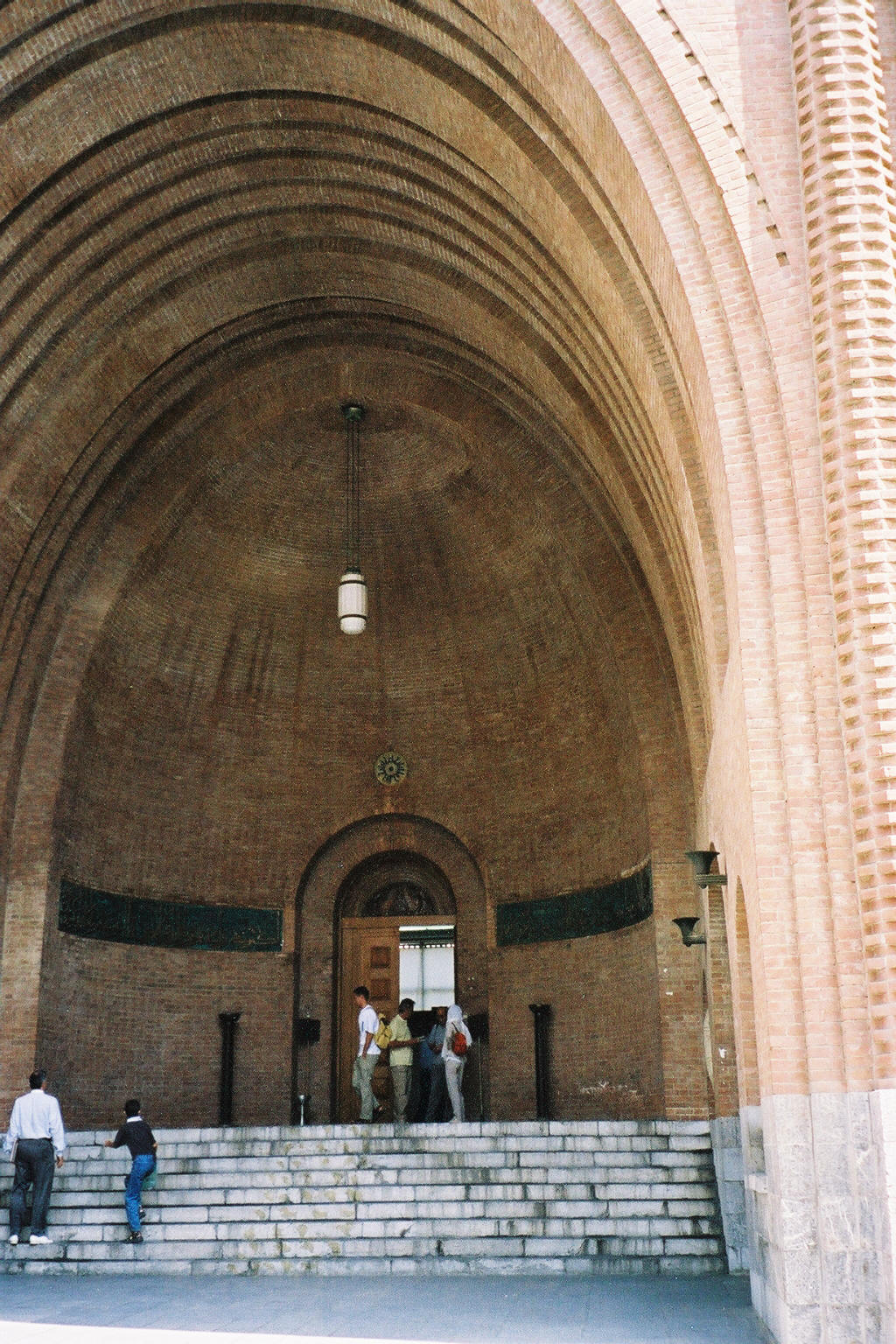
Іван ктесифона. Головний вхід до першої будівлі музею побудований в стилі Сасанідів.

Музей стародавнього Ірану спроектував французький архітектор Андре Годар на початку 20-о століття. Площа його забудови приблизно 11000 квадратних метрів. Будівництво розпочалось 1935 року і завершилось два роки потому. Керували будівництвом Аббас Алі Мемар і Морад Табрізі. Офіційно відкритий в 1937.
Друга будівля, Музей ісламської ери, була якраз на стадії реконструкції коли революція 1979 прокотилася по всій країні.
Тоді як чітким призначенням старої будівлі завжди було показувати археологічні реліквії (включають в себе деякі рідкісні зразки середньовічного текстилю та килимів), нова будівля розпочала роботу з показу вишуканої кераміка амлаш з доісторичних прикаспійських районів Ірану. Після цього колекцію змінило сучасніше мистецтво, і відбулись зміни інтер'єру.
Стара будівля складається з трьох зал. Вони містять артефакти й скам'янілості з давнього, середнього та нового палеоліту, а також неоліту, енеоліту, початку й кінця бронзової та залізної доби I–III, періоди мідійців, Ахеменідів, Селевкідів, Парфянського царства і Сасанідів.
Друга будівля має чотири поверхи. Її двічі закривали на реставрацію у 1996 та 2006. У теперішньому вигляді музей ісламської ери відкрили у 2015.  З них два поверхи займає колекція різних предметів посуду, текстилю, текстів, творів мистецтва, каліграфії створених після ісламського завоювання Ірану. Два інших поверхи являють собою інфраструктуру музею.
Існують плани побудувати нову будівлю, оскільки обидві старі не відповідають стандартам належного зберігання всіх розкопаних скарбів Ірану.

## Колекції

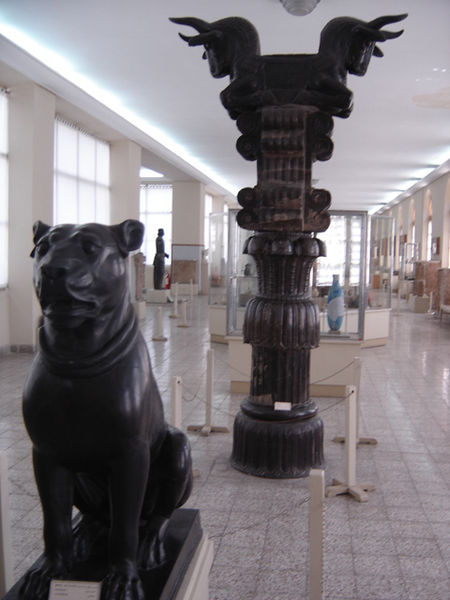
Частина з колекції періоду Ахеменідів.

Найстаріші артефакти в музеї привезені з басейну річки Кашафруд, Дарбанду та Гандж Пар і датовані нижнім палеолітом. Мустьєрські кам'яні знаряддя, які виготовили неандертальці також перебувають в першій залі. Найважливіші інструменти верхнього палеоліту, знайдені в печері Яфте (Лорестан), яким приблизно 30,000-35,000 років. Серед багатьох інших артефактв є також фігурки людей та тварин, яким 9,000 років з пагорбу Сараб у провінції Керманшах.

## Відділи
- Реставрації
- Палеолітичний
- Остеологічний
- Доісторичний
- Історичний і Лорестан
- Ісламський
- Відділ надписів
- Печаток і монет
- Кераміки
- Бібліотека і центр з досліджень кераміки

## Виставки
На першому поверсі нової будівлі проводяться сезонні виставки зі сховищ музею, переважно на археологічні теми. В тимчасових виставкових галереях проходять дві або три виставки на рік, які працюють протягом одного-двох місяців. Остання виставка була однією з найуспішніших в історії музею, під назвою "Свідчення про двісті тисяч років співіснування між людьми та тваринами в Ірані ". Вона проходила з серпня до жовтня 2014. Головною темою цієї виставки були взаємовідносини між людьми різних епох і тваринами різних видів в Ірані, починаючи з кінця нижнього палеоліту до останніх десятиліть.